# Sandikaätten
Sandikaätten (halv lilja i kluven sköld) är en nutida benämning på en svensk medeltida uppländsk frälseätt, med ursprung från den medeltida sätesgården Sandika i  Hargs socken i Östhammars kommun, tre kilometer söder om Östhammar, vid Sandikafjärden vid Ålands hav.
Vapen: en halv lilja i kluven sköld
Sandika omtalas första gången i skriftliga handlingar 1383 ('in Sandekum') och ättens frälsestatus nämns i en eftermedeltida källa (från 1696) Erik Jonsson (Sandika-ätten) kallas Erick Jonsson i Sund af wapn.
1420 nämns Erik Jonsson som boende i Sandika. Han nämns som död 1454.
Från och med 1441 är häradshövding Erik Eriksson ägare av Sandika. Han dör någon gång mellan 1483 och 1486. Han skall enligt ett odaterat brev ha sålt två gårdar i Sandika till Sten Sture den äldre, vilken i sin tur 1489 gav dem till Sten Kristiernsson (Oxenstierna). Hans änka tvingades 1546 överlämna gårdarna till Gustav Vasa som gjorde anspråk på arvet efter Sten Sture den äldre, och denne förlänade dem 1556 till Tomas Nilsson, fogde på Örbyhus. 
Även en dotter till Erik Jonsson är nämnd: Ragnhild, gift med Jacob Jönsson (Garp).